# Абстернівські озера
Абстернівські озера (біл. Абстэрнаўскія азёры) — група з 13 озер на півночі Білорусі у межах Браславського та Міорського районів Вітебської області загальною площей 32 км². Загальний об'єм води в озерах складає 140 млн м³.

## Озера
- Абстерна
- Укля
- Набіста
- Важа
- Іказнь
- Інава
- Падзяви
- Мьорське
- Черас
- Грецьке
- Осинівка
- Петкуни
- Горушка

На сході до групи озер примикає гідрологічний заказник «Болото Мох».